# Le Plus Grand Français de tous les temps
Le Plus Grand Français de tous les temps (Những người Pháp vĩ đại nhất mọi thời) là một chương trình bầu chọn do đài France 2 tổ chức năm 2005 để tìm ra 100 người Pháp được coi là vĩ đại nhất trong lịch sử. Chương trình này được thực hiện mô phỏng theo chương trình 100 Greatest Britons của đài BBC.

## Danh sách
| TT  | Nhân vật                         | Thời gian sống | Vai trò                                                                                    |
| --- | -------------------------------- | -------------- | ------------------------------------------------------------------------------------------ |
| 01  | Charles de Gaulle                | 1890–1970      | Lãnh đạo chính phủ Pháp tự do trong Thế chiến thứ hai, Tổng thống Pháp giai đoạn 1959-1969 |
| 02  | Louis Pasteur                    | 1822–1895      | Nhà y học tiên phong trong lĩnh vực tiêm chủng                                             |
| 03  | Cha Pierre                       | 1912–2007      | Tu sĩ, nhà hoạt động nhân đạo                                                              |
| 04  | Marie Curie                      | 1867–1934      | Nhà hóa học, vật lý, 2 giải Nobel                                                          |
| 05  | Coluche                          | 1944–1986      | Nghệ sĩ hài                                                                                |
| 06  | Victor Hugo                      | 1802–1885      | Nhà văn, nhà thơ, tác giả Những người khốn khổ                                             |
| 07  | Bourvil                          | 1917–1970      | Ca sĩ, diễn viên                                                                           |
| 08  | Molière                          | 1622–1673      | Diễn viên sân khấu, nhà viết kịch                                                          |
| 09  | Jacques Cousteau                 | 1910–1997      | Nhà hàng hải và hải dương học                                                              |
| 10  | Édith Piaf                       | 1915–1963      | Ca sĩ                                                                                      |
| 11  | Marcel Pagnol                    | 1895–1974      | Nhà văn, biên kịch, đạo diễn điện ảnh                                                      |
| 12  | Georges Brassens                 | 1921–1981      | Ca sĩ, nhạc sĩ, diễn viên                                                                  |
| 13  | Fernandel                        | 1903–1971      | Ca sĩ, diễn viên                                                                           |
| 14  | Jean de La Fontaine              | 1621–1695      | Nhà văn, nhà thơ, tác giả truyện ngụ ngôn                                                  |
| 15  | Jules Verne                      | 1828–1905      | Nhà văn, cha đẻ của thể loại truyện khoa học viễn tưởng                                    |
| 16  | Napoléon Bonaparte               | 1769-1821      | Hoàng đế Pháp từ 1804 đến 1814 và từ 20 tháng 3 đến 22 tháng 6 năm 1815                    |
| 17  | Louis de Funès                   | 1914-1983      | Diễn viên                                                                                  |
| 18  | Jean Gabin                       | 1904–1976      | Diễn viên                                                                                  |
| 19  | Daniel Balavoine                 | 1952-1986      | Ca sĩ, nhạc sĩ                                                                             |
| 20  | Serge Gainsbourg                 | 1928–1991      | Ca sĩ, nhạc sĩ, đạo diễn điện ảnh                                                          |
| 21  | Zinedine Zidane                  | 1972–          | Cầu thủ bóng đá                                                                            |
| 22  | Charlemagne                      | 742–814        | Vua của người Franc từ 768 đến 814                                                         |
| 23  | Lino Ventura                     | 1919–1997      | Diễn viên                                                                                  |
| 24  | François Mitterrand              | 1916-1996      | Tổng thống Pháp giai đoạn 1981-1995                                                        |
| 25  | Gustave Eiffel                   | 1832-1932      | Kỹ sư, nhà kinh doanh, tác giả tháp Eiffel                                                 |
| 26  | Émile Zola                       | 1840–1902      | Nhà văn                                                                                    |
| 27  | Xơ Emmanuelle                    | 1908–          | Tu sĩ, nhà văn                                                                             |
| 28  | Jean Moulin                      | 1899–1943      | Lãnh đạo phong trào kháng chiến Pháp trong Thế chiến thứ hai                               |
| 29  | Charles Aznavour                 | 1924-          | Ca sĩ, nhạc sĩ                                                                             |
| 30  | Yves Montand                     | 1921–1991      | Ca sĩ, diễn viên                                                                           |
| 31  | Jeanne d'Arc                     | 1412–1431      | Nữ anh hùng dân tộc                                                                        |
| 32  | Philippe Leclerc de Hauteclocque | 1902–1947      | Thống chế Pháp                                                                             |
| 33  | Voltaire                         | 1694-1778      | Nhà văn, nhà tư tưởng                                                                      |
| 34  | Johnny Hallyday                  | 1943–          | Ca sĩ                                                                                      |
| 35  | Antoine de Saint-Exupéry         | 1900-1944      | Nhà văn, phi công, tác giả Hoàng Tử Bé                                                     |
| 36  | Claude François                  | 1939-1978      | Ca sĩ                                                                                      |
| 37  | Christian Cabrol                 | 1925–          | Nhà phẫu thuật, chính trị gia                                                              |
| 38  | Jean-Paul Belmondo               | 1933–          | Diễn viên                                                                                  |
| 39  | Jules Ferry                      | 1832–1893      | Thủ tướng Pháp giai đoạn 1880-1881 và 1883-1885                                            |
| 40  | Louis Lumière                    | 1862–1954      | Nhà phát minh điện ảnh                                                                     |
| 41  | Michel Platini                   | 1955–          | Cầu thủ bóng đá, chủ tịch UEFA                                                             |
| 42  | Jacques Chirac                   | 1932–          | Tổng thống Pháp giai đoạn 1995-2007                                                        |
| 43  | Charles Trenet                   | 1913–2001      | Ca sĩ                                                                                      |
| 44  | Georges Pompidou                 | 1911–1974      | Tổng thống Pháp giai đoạn 1969-1974                                                        |
| 45  | Michel Sardou                    | 1947–          | Ca sĩ                                                                                      |
| 46  | Simone Signoret                  | 1921-1985      | Diễn viên                                                                                  |
| 47  | Haroun Tazieff                   | 1914–1998      | Nhà địa chất và núi lửa học                                                                |
| 48  | Jacques Prévert                  | 1900–1977      | Nhà thơ, biên kịch                                                                         |
| 49  | Éric Tabarly                     | 1931–1998      | Nhà hàng hải                                                                               |
| 50  | Louis XIV của Pháp               | 1638–1715      | Vua Pháp từ 1643 đến 1715                                                                  |
| 51  | David Douillet                   | 1969-          | Vận động viên judo                                                                         |
| 52  | Henri Salvador                   | 1917–2008      | Ca sĩ, nhạc sĩ                                                                             |
| 53  | Jean-Jacques Goldman             | 1951–          | Ca sĩ, nhạc sĩ                                                                             |
| 54  | Jean Jaurès                      | 1859–1914      | Chính trị gia                                                                              |
| 55  | Jean Marais                      | 1913–1998      | Diễn viên                                                                                  |
| 56  | Yannick Noah                     | 1960-          | Vận động viên tennis, ca sĩ                                                                |
| 57  | Albert Camus                     | 1913–1960      | Nhà văn, giải Nobel Văn học                                                                |
| 58  | Dalida                           | 1933–1987      | Ca sĩ                                                                                      |
| 59  | Léon Zitrone                     | 1914-1995      | Nhà báo                                                                                    |
| 60  | Nicolas Hulot                    | 1955–          | Nhà báo, nhà văn                                                                           |
| 61  | Simone Veil                      | 1927–          | Nữ chính trị gia                                                                           |
| 62  | Alain Delon                      | 1935–          | Diễn viên                                                                                  |
| 63  | Patrick Poivre d'Arvor           | 1947-          | Nhà văn, nhà báo, phát thanh viên                                                          |
| 64  | Aimé Jacquet                     | 1941–          | Huấn luyện viên đội tuyển Pháp vô địch World Cup 1998                                      |
| 65  | Francis Cabrel                   | 1953–          | Ca sĩ, nhạc sĩ                                                                             |
| 66  | Brigitte Bardot                  | 1968–          | Diễn viên                                                                                  |
| 67  | Guy de Maupassant                | 1850-1893      | Nhà văn                                                                                    |
| 68  | Alexandre Dumas                  | 1802–1870      | Nhà văn, tác giả Ba chàng lính ngự lâm                                                     |
| 69  | Honoré de Balzac                 | 1799–1850      | Nhà văn, tác giả bộ Tấn trò đời                                                            |
| 70  | Paul Verlaine                    | 1844–1896      | Nhà thơ                                                                                    |
| 71  | Jean-Jacques Rousseau            | 1712–1778      | Nhà văn, nhà tư tưởng                                                                      |
| 72  | Maximilien de Robespierre        | 1758–1794      | Chính trị gia, một trong các lãnh đạo của Cách mạng Pháp                                   |
| 73  | Renaud                           | 1952–          | Ca sĩ, nhạc sĩ                                                                             |
| 74  | Bernard Kouchner                 | 1939–          | Chính trị gia, đồng sáng lập tổ chức Bác sĩ không biên giới                                |
| 75  | Claude Monet                     | 1840-1926      | Họa sĩ sáng lập trường phái Ấn tượng                                                       |
| 76  | Michel Serrault                  | 1928-2007      | Diễn viên                                                                                  |
| 77  | Auguste Renoir                   | 1841-1919      | Họa sĩ                                                                                     |
| 78  | Michel Drucker                   | 1942–          | Người dẫn chương trình                                                                     |
| 79  | Raimu                            | 1883–1946      | Diễn viên                                                                                  |
| 80  | Vercingétorix                    | ?80 TCN–46 TCN | Thủ lĩnh người Gaul chống Đế chế La Mã                                                     |
| 81  | Raymond Poulidor                 | 1936–          | Vận động viên đua xe đạp                                                                   |
| 82  | Charles Baudelaire               | 1821–1867      | Nhà thơ                                                                                    |
| 83  | Pierre Corneille                 | 1606-1684      | Nhà viết kịch                                                                              |
| 84  | Arthur Rimbaud                   | 1854–1891      | Nhà thơ                                                                                    |
| 85  | Georges Clemenceau               | 1841-1929      | Thủ tướng Pháp giai đoạn 1906-1909 và 1917-1920                                            |
| 86  | Gilbert Bécaud                   | 1927-2001      | Ca sĩ, diễn viên                                                                           |
| 87  | José Bové                        | 1953-          | Chính trị gia                                                                              |
| 88  | Jean Ferrat                      | 1930–          | Ca sĩ, nhạc sĩ                                                                             |
| 89  | Lionel Jospin                    | 1937–          | Thủ tướng Pháp giai đoạn 1997-2002                                                         |
| 90  | Jean Cocteau                     | 1889–1963      | Nhà thơ, nhà viết kịch, đạo diễn điện ảnh                                                  |
| 91  | Luc Besson                       | 1959–          | Đạo diễn điện ảnh                                                                          |
| 92  | Tino Rossi                       | 1907–1983      | Ca sĩ, diễn viên                                                                           |
| 93  | Pierre de Coubertin              | 1863–1937      | Nhà sáng lập phong trào Thế vận hội hiện đại                                               |
| 94  | Jean Renoir                      | 1894–1979      | Đạo diễn điện ảnh, con trai của Auguste Renoir                                             |
| 95  | Gérard Philipe                   | 1922–1959      | Diễn viên                                                                                  |
| 96  | Jean-Paul Sartre                 | 1905–1980      | Triết gia, giải Nobel Văn học                                                              |
| 97  | Catherine Deneuve                | 1943-          | Diễn viên                                                                                  |
| 98  | Serge Reggiani                   | 1922–2004      | Ca sĩ, diễn viên                                                                           |
| 99  | Gérard Depardieu                 | 1948-          | Diễn viên                                                                                  |
| 100 | Françoise Dolto                  | 1908–1988      | Nhà phân tâm học trẻ em                                                                    |